# Medagliati ai campionati europei di sollevamento pesi
Questa è la lista dei medagliati maschili ai campionati europei di sollevamento pesi, organizzati dalla IWF dal 1924 al 1968 e dalla EWF dal 1969, la cui prima edizione si è svolta nel 1896, suddivisi per categorie di peso.
Un caso particolare riguarda le 20 edizioni antecedenti al 1924, quelli dalla datazione più incerta: si è ritenuto a lungo che la sesta edizione fosse quella del 1903 fino a quando, nel 1983, un'apposita commissione investigativa congiunta tra i due organismi federali intraprese accurate ricerche in base alle documentazioni ufficiali esistenti negli archivi delle federazioni nazionali, scoprendo un'edizione ulteriore, riconosciuta da entrambe le federazioni, svoltasi nel 1902, e due edizioni disputate nel medesimo anno (il 1907) a Copenaghen e Vienna.

## Introduzione
Pesi mosca
- 54 kg: 1924
- 52 kg: 1969–1992
- 54 kg: 1993–1997
- non disputata: 1998–2018
- 55 kg: 2019–2025

Pesi gallo
- 58 kg: 1924
- 56 kg: 1947–1992
- 59 kg: 1993–1997
- 56 kg: 1998–2018
- 61 kg: 2019–2025
- 60 kg: 2026–

Pesi piuma
- 62,5 kg: 1909, 1911–1913
- 60 kg: 1914–1921
- 62 kg: 1924
- 60 kg: 1929–1992
- 64 kg: 1993–1997
- 62 kg: 1998–2018
- 67 kg: 2019–2025
- 65 kg: 2026–

Pesi leggeri
- 67,5 kg: 1902,[2] 1907[3]–1908, 1910
- 70 kg: 1909, 1911–1912
- 67,5 kg: 1913–1992
- 70 kg: 1993–1997
- 69 kg: 1998–2018
- 73 kg: 2019–2025
- 71 kg: 2026–

Pesi medi
- 75 kg: 1902[2]
- 80 kg: 1909, 1911–1912
- 82,5 kg: 1913
- 75 kg: 1914–1992
- 76 kg: 1993–1997
- 77 kg: 1998–2018

- 81 kg: 2019–2025
- 79 kg: 2026–

Pesi massimi leggeri
- 82,5 kg: 1914–1992
- 83 kg: 1993–1997
- 85 kg: 1998–2018
- 89 kg: 2019–2025
- 88 kg: 2026–

Pesi mediomassimi
- 90 kg: 1951–1992
- 91 kg: 1993–1997
- 94 kg: 1998–2018
- 96 kg: 2019–2025
- 98 kg: 2026–

Pesi massimi primi
- 100 kg: 1977–1992
- 99 kg: 1993–1997
- non disputata: 1998–2018
- 102 kg: 2019–2025

Pesi massimi
- Open: 1896–1901, 1903–1907[4]
- Oltre 75 kg: 1902
- Oltre 67,5 kg: 1907[3]–1908, 1910
- Oltre 80 kg: 1909, 1911–1912
- Oltre 82,5 kg: 1913–1950
- Oltre 90 kg: 1951–1968
- 110 kg: 1969–1992
- 108 kg: 1993–1997
- 105 kg: 1998–2018
- 109 kg: 2019–2025
- 110 kg: 2026–

Pesi supermassimi
- Oltre 110 kg: 1969–1992
- Oltre 108 kg: 1993–1997
- Oltre 105 kg: 1998–2018
- Oltre 109 kg: 2019–2025
- Oltre 110 kg: 2026–

Medagliere
Plurimedagliati

## Pesi mosca
La categoria dei pesi mosca debutta ai campionati nel 1924 e riprende nel 1969. Non venne inclusa nel programma tra il 1998 e il 2018. Ha cambiato per quattro volte il limite di peso ed è stata presente per 36 edizioni.
Cronologia limite peso
| Limite       | Periodo   |
| ------------ | --------- |
| Fino a 54 kg | 1924      |
| Fino a 52 kg | 1969–1992 |
| Fino a 54 kg | 1993–1997 |
| Fino a 55 kg | 2019–2025 |

Albo d'oro
| Anno | Luogo           | Oro                 | Argento              | Bronzo               |
| ---- | --------------- | ------------------- | -------------------- | -------------------- |
| 1924 | Neunkirchen     | Fritz Buri          | Heinrich Fuchs       | Heinrich Kißling     |
| 1969 | Varsavia        | Vladyslav Kryščyšyn | Vladimir Smetanin    | Walter Szołtysek     |
| 1970 | Szombathely     | Vladyslav Kryščyšyn | Sándor Holczreiter   | Vladimir Smetanin    |
| 1971 | Sofia           | Zygmunt Smalcerz    | Sándor Holczreiter   | Mustafa Mustafov     |
| 1972 | Costanza        | Zygmunt Smalcerz    | Adam Hnativ          | Lajos Szűcs          |
| 1973 | Madrid          | Lajos Szűcs         | György Kőszegi       | Boleslav Pachol      |
| 1974 | Verona          | Zygmunt Smalcerz    | Lajos Szűcs          | Mustafa Mustafov     |
| 1975 | Mosca           | Zygmunt Smalcerz    | Aleksandr Voronin    | Lajos Szűcs          |
| 1976 | Berlino Est     | Aleksandr Voronin   | György Kőszegi       | Lajos Szűcs          |
| 1977 | Stoccarda       | Aleksandr Voronin   | György Kőszegi       | Béla Oláh            |
| 1978 | Havířov         | Kanıbek Osmonaliev  | György Kőszegi       | Béla Oláh            |
| 1979 | Varna           | Aleksandr Voronin   | Stefan Leletko       | Béla Oláh            |
| 1980 | Belgrado        | Aleksandr Voronin   | Stefan Leletko       | Jacek Gutowski       |
| 1981 | Lilla           | Kanıbek Osmonaliev  | Jacek Gutowski       | Béla Oláh            |
| 1982 | Lubiana         | Stefan Leletko      | Ženja Sarandaliev    | Jacek Gutowski       |
| 1983 | Mosca           | Neno Terzijski      | Jacek Gutowski       | Stefan Leletko       |
| 1984 | Vitoria         | Neno Terzijski      | Bernard Piekorz      | Jacek Gutowski       |
| 1985 | Katowice        | Sevdalin Marinov    | Istvan Barbaczi      | Teodor Jakob         |
| 1986 | Karl-Marx-Stadt | Sevdalin Marinov    | Jacek Gutowski       | Bernard Piekorz      |
| 1987 | Reims           | Sevdalin Marinov    | Bernard Piekorz      | Agron Haxhihyseni    |
| 1988 | Cardiff         | Sevdalin Marinov    | Traian Cihărean      | Béla Oláh            |
| 1989 | Atene           | Ivan Ivanov         | Traian Cihărean      | José Luis Martínez   |
| 1990 | Ålborg          | Ivan Ivanov         | Traian Cihărean      | Jacek Gutowski       |
| 1991 | Władysławowo    | Traian Cihărean     | Sevdalin Minčev      | Halil Mutlu          |
| 1992 | Szekszárd       | Sevdalin Minčev     | Traian Cihărean      | Halil Mutlu          |
| 1993 | Sofia           | Ivan Ivanov         | Sevdalin Minčev      | Nikolaj Petuchov     |
| 1994 | Sokolov         | Halil Mutlu         | Sevdalin Minčev      | Iakōvos Polianidīs   |
| 1995 | Varsavia        | Halil Mutlu         | Ivan Ivanov          | Stefan Georgiev      |
| 1996 | Stavanger       | Halil Mutlu         | Stefan Georgiev      | Traian Cihărean      |
| 1997 | Rijeka          | Halil Mutlu         | Sevdalin Minčev      | Michail Ševčenko     |
| 2019 | Batumi          | Mirco Scarantino    | Angel Rusev          | Muammer Şahin        |
| 2021 | Mosca           | Angel Rusev         | Valentin Iancu       | Dmytro Voronovs'kyj  |
| 2022 | Tirana          | Angel Rusev         | Josué Brachi         | Dmytro Voronovs'kyj  |
| 2023 | Erevan          | Angel Rusev         | Ramini Shamilishvili | Valentin Iancu       |
| 2024 | Sofia           | Angel Rusev         | Ramini Shamilishvili | Džan Zarkov          |
| 2025 | Chișinău        | Angel Rusev         | Danu Secrieru        | Ramini Shamilishvili |

## Pesi gallo
La categoria dei pesi gallo debutta ai campionati nel 1924 e riprende nel 1947. Ha cambiato per sei volte il limite di peso ed è stata presente per 78 edizioni.
Cronologia limite peso
| Limite       | Periodo   |
| ------------ | --------- |
| Fino a 58 kg | 1924      |
| Fino a 56 kg | 1947–1992 |
| Fino a 59 kg | 1993–1997 |
| Fino a 56 kg | 1998–2018 |
| Fino a 61 kg | 2019–2025 |
| Fino a 60 kg | 2026–     |

Albo d'oro

## Pesi piuma
La categoria dei pesi piuma debutta ai campionati nel 1909 ed è stata sempre inclusa nel programma con l'unica eccezione dell'edizione del 1910. Ha cambiato per otto volte il limite di peso ed è stata presente per 91 edizioni.
Cronologia limite peso
| Limite         | Periodo         |
| -------------- | --------------- |
| Fino a 62,5 kg | 1909, 1911–1913 |
| Fino a 60 kg   | 1914–1921       |
| Fino a 62 kg   | 1924            |
| Fino a 60 kg   | 1929–1992       |
| Fino a 64 kg   | 1993–1997       |
| Fino a 62 kg   | 1998–2018       |
| Fino a 67 kg   | 2019–2025       |
| Fino a 65 kg   | 2026–           |

Albo d'oro
| Anno | Luogo              | Oro | Argento | Bronzo |
| ---- | ------------------ | --- | --- | --- |
| 1909 | Dresda             | Moritz Becker | Max Seifert | Adolf Welz |
| 1911 | Lipsia             | Moritz Becker | Willy Vogt | Adolf Welz |
| 1912 | Vienna             | Emil Kliment | Gustav Kubu | Rudolf Thamme |
| 1913 | Brno               | Emil Kliment | Josef Wechet | Hans Gold |
| 1914 | Vienna             | Emil Kliment | Heinrich Kral | Leopold Wegenstein |
| 1921 | Offenbach am Main  | Hans Wölpert | Eugen Widmann | Heinrich Graf |
| 1924 | Neunkirchen        | Max Loch | Emil Fetzer | Georg Ochs |
| 1929 | Vienna             | Franz Andrysek | Rudolf Troppert | Helmut Schäfer |
| 1930 | Monaco di Baviera  | Eugen Mühlberger | Hans Wölpert | Raymond Suvigny |
| 1931 | Lussemburgo        | Saleh Soliman | Eugen Mühlberger | Rudolf Troppert |
| 1933 | Essen              | Hans Wölpert | Eugen Mühlberger | Helmut Schäfer |
| 1934 | Genova             | Attilio Bescapè | Max Walter | Franz Andrysek |
| 1935 | Parigi             | Max Walter | Georg Liebsch | Anton Richter |
| 1946 | Parigi             | Arvid Andersson | [[File: Flag of the Soviet Union (1936 – 1955).svg\|class=noviewer\| Unione Sovietica (bandiera)\|border\|20x16px]] Moisej Kas'janik  | Johan Runge |
| 1947 | Helsinki           | Arvid Andersson | [[File: Flag of the Soviet Union (1936 – 1955).svg\|class=noviewer\| Unione Sovietica (bandiera)\|border\|20x16px]] Evgenij Lopatin   | [[File: Flag of the Soviet Union (1936 – 1955).svg\|class=noviewer\| Unione Sovietica (bandiera)\|border\|20x16px]] Moisej Kas'janik |
| 1948 | Londra             | Johan Runge | Max Heral | André Le Guillerm |
| 1949 | Scheveningen       | Johan Runge | Max Heral | Einar Sundström |
| 1950 | Parigi             | [[File: Flag of the Soviet Union (1936 – 1955).svg\|class=noviewer\| Unione Sovietica (bandiera)\|border\|20x16px]] Evgenij Lopatin   | Julian Creus | Einar Eriksson |
| 1951 | Milano             | Johan Runge | Julian Creus | Max Heral |
| 1952 | Helsinki           | [[File: Flag of the Soviet Union (1936 – 1955).svg\|class=noviewer\| Unione Sovietica (bandiera)\|border\|20x16px]] Rafaėl' Čimiškjan | [[File: Flag of the Soviet Union (1936 – 1955).svg\|class=noviewer\| Unione Sovietica (bandiera)\|border\|20x16px]] Nikolaj Saksonov  | Bálint Nagy |
| 1953 | Stoccolma          | [[File: Flag of the Soviet Union (1936 – 1955).svg\|class=noviewer\| Unione Sovietica (bandiera)\|border\|20x16px]] Nikolaj Saksonov  | [[File: Flag of the Soviet Union (1936 – 1955).svg\|class=noviewer\| Unione Sovietica (bandiera)\|border\|20x16px]] Rafaėl' Čimiškjan | Einar Eriksson |
| 1954 | Vienna             | [[File: Flag of the Soviet Union (1936 – 1955).svg\|class=noviewer\| Unione Sovietica (bandiera)\|border\|20x16px]] Rafaėl' Čimiškjan | [[File: Flag of the Soviet Union (1936 – 1955).svg\|class=noviewer\| Unione Sovietica (bandiera)\|border\|20x16px]] Ivan Udodov       | Sebastiano Mannironi |
| 1955 | Monaco di Baviera  | Rafaėl' Čimiškjan | Ivan Udodov | Sebastiano Mannironi |
| 1956 | Helsinki           | Rafaėl' Čimiškjan | Sebastiano Mannironi | Marian Zieliński |
| 1957 | Katowice           | Rafaėl' Čimiškjan | István Balogh | Georg Miske |
| 1958 | Stoccolma          | Evgenij Minaev | Sebastiano Mannironi | Georg Miske |
| 1959 | Varsavia           | Marian Zieliński | Sebastiano Mannironi | Kiril Jankov |
| 1960 | Milano             | Evgenij Minaev | Sebastiano Mannironi | Rudolf Kozłowski |
| 1961 | Vienna             | Sebastiano Mannironi | Evgenij Minaev | Elemér Szabó |
| 1962 | Budapest           | Evgenij Minaev | Evgenij Kacura | Rudolf Kozłowski |
| 1963 | Stoccolma          | Imre Földi | Sebastiano Mannironi | Rudolf Kozłowski |
| 1964 | Mosca              | Evgenij Kacura | Balaș Fitzi | Imre Földi |
| 1965 | Sofia              | Mieczysław Nowak | Rudolf Kozłowski | Vasil Petkov |
| 1966 | Berlino Est        | Mieczysław Nowak | Rudolf Kozłowski | Sebastiano Mannironi |
| 1968 | Leningrado         | Mieczysław Nowak | Dito Šanidze | Rudolf Kozłowski |
| 1969 | Varsavia           | Mladen Kučev | Dito Šanidze | János Benedek |
| 1970 | Szombathely        | Mladen Kučev | Jan Wojnowski | János Benedek |
| 1971 | Sofia              | Jan Wojnowski | Dito Šanidze | János Benedek |
| 1972 | Costanza           | Dito Šanidze | Norajr Nurikjan | Mieczysław Nowak |
| 1973 | Madrid             | Dito Šanidze | Norajr Nurikjan | János Benedek |
| 1974 | Verona             | Georgi Todorov | Dito Šanidze | Norajr Nurikjan |
| 1975 | Mosca              | Georgi Todorov | Nikolaj Kolesnikov | Antoni Pawlak |
| 1976 | Berlino Est        | Nikolaj Kolesnikov | Todor Todorov | Georgi Todorov |
| 1977 | Stoccarda          | Nikolaj Kolesnikov | Janko Rusev | Grzegorz Cziura |
| 1978 | Havířov            | Nikolaj Kolesnikov | László Száraz | Valentin Todorov |
| 1979 | Varna              | Nikolaj Kolesnikov | Georgi Todorov | Marian Grigoras |
| 1980 | Belgrado           | Stefan Dimitrov | Yourik Sargsyan | Antoni Pawlak |
| 1981 | Lilla              | Beloslav Manolov | Yourik Sargsyan | Andreas Behm |
| 1982 | Lubiana            | Yourik Sargsyan | Andreas Behm | Wiesław Pawluk |
| 1983 | Mosca              | Yourik Sargsyan | Stefan Topurov | Gelu Radu |
| 1984 | Vitoria            | Stefan Topurov | Yourik Sargsyan | Anton Kodžabašev |
| 1985 | Katowice           | Naim Sjulejmanov | Yourik Sargsyan | Andreas Letz |
| 1986 | Karl-Marx-Stadt    | Naim Sjulejmanov | Yourik Sargsyan | Andreas Letz |
| 1987 | Reims              | Stefan Topurov | Attila Czanka | Muchady Sedaev |
| 1988 | Cardiff            | Naim Süleymanoğlu | Stefan Topurov | Attila Czanka |
| 1989 | Atene              | Naim Süleymanoğlu | Nikolaj Pešalov | Attila Czanka |
| 1990 | Ålborg             | Attila Czanka | Nikolaj Pešalov | Artur Duraj |
| 1991 | Władysławowo       | Nikolaj Pešalov | Yourik Sargsyan | Attila Czanka |
| 1992 | Szekszárd          | Nikolaj Pešalov | Naim Süleymanoğlu | Sjarhej Laŭrenaŭ |
| 1993 | Sofia              | Attila Czanka | Valerios Leōnidīs | Radostin Dimitrov |
| 1994 | Sokolov            | Naim Süleymanoğlu | Valerios Leōnidīs | Ilian Cankov |
| 1995 | Varsavia           | Naim Süleymanoğlu | Valerios Leōnidīs | Petăr Petrov |
| 1996 | Stavanger          | Valerios Leōnidīs | Petăr Petrov | Ilian Iliev |
| 1997 | Rijeka             | Hafız Süleymanoğlu | Zoltán Farkas | Marian-Nicolae Dodita |
| 1998 | Riesa              | Stefan Georgiev | Leonidas Sabanis | Mücahit Yağcı |
| 1999 | La Coruña          | Sevdalin Minčev | Leonidas Sabanis | Nikolaj Pešalov |
| 2000 | Sofia              | Nikolaj Pešalov | Sevdalin Angelov | Naim Süleymanoğlu |
| 2001 | Trenčín            | Nikolaj Pešalov | Elxan Süleymanov | Vladimir Popov |
| 2002 | Adalia             | Leonidas Sabanis | Stefan Georgiev | Oleksandr Lichval'd |
| 2003 | Loutraki           | Halil Mutlu | Stefan Georgiev | Henadz' Aljaščuk |
| 2004 | Kiev               | Sevdalin Angelov | Adrian Jigău | Asif Məlikov |
| 2005 | Sofia              | Sevdalin Angelov | Adrian Jigău | Stefan Georgiev |
| 2006 | Władysławowo       | Adrian Jigău | Henadzij Machveenja | Samson Matam |
| 2007 | Strasburgo         | Sergej Petrosjan | Henadzij Machveenja | Erol Bilgin |
| 2008 | Lignano Sabbiadoro | Sergej Petrosjan | Erol Bilgin | Stefan Georgiev |
| 2009 | Bucarest           | Erol Bilgin | Zülfüqar Süleymanov | Dimitris Minasidis |
| 2010 | Minsk              | Erol Bilgin | Antoniu Buci | Henadzij Machveenja |
| 2011 | Kazan'             | Bünyamin Sezer | Antoniu Buci | Hurşit Atak |
| 2012 | Adalia             | Stojan Enev | Vladimir Urumov | Iuri Dudoglo |
| 2013 | Tirana             | Florin Croitoru | Stojan Enev | Ghenadie Dudoglo |
| 2014 | Tel Aviv           | Ivajlo Filev | Stanislaŭ Čadovič | Stojan Enev |
| 2015 | Tbilisi            | Valentin Hristov | Florin Croitoru | Pavel Sukhanov |
| 2016 | Førde              | Hurşit Atak | Vladimir Urumov | Erol Bilgin |
| 2017 | Spalato            | Hurşit Atak | Feliks Chalibekov | Ionuț Ilie |
| 2018 | Bucarest           | Shota Mishvelidze | Stilijan Grozdev | Ionuț Ilie |
| 2019 | Batumi             | Bernardin Matam | Simon Brandhuber | Goga Chkheidze |
| 2021 | Mosca              | Muhammed Furkan Özbek | Mirko Zanni | Valentin Genčev |
| 2022 | Tirana             | Valentin Genčev | Shota Mishvelidze | Acorán Hernández |
| 2023 | Erevan             | Gor Sahakyan | Acorán Hernández | Kaan Kahriman |
| 2024 | Sofia              | Gor Sahakyan | Kaan Kahriman | Ferdi Hardal |
| 2025 | Chișinău           | Kaan Kahriman | Isa Rustamov | Ferdi Hardal |

## Pesi leggeri
La categoria dei pesi leggeri debutta ai campionati ufficialmente nell'edizione di Copenaghen del 1907 – l'edizione svoltasi a L'Aja nel 1902, che assegnava il titolo di campione olandese, fu riconosciuta valida dalla EWF nel 1983 anche per il titolo europeo – ed è stata sempre inclusa nel programma. Ha cambiato per nove volte il limite di peso ed è stata presente per 95 edizioni.
Cronologia limite peso
| Limite         | Periodo               |
| -------------- | --------------------- |
| Fino a 67,5 kg | 1902, 1907–1908, 1910 |
| Fino a 70 kg   | 1909, 1911–1912       |
| Fino a 67,5 kg | 1913–1992             |
| Fino a 70 kg   | 1993–1997             |
| Fino a 69 kg   | 1998–2018             |
| Fino a 73 kg   | 2019–2025             |
| Fino a 71 kg   | 2026–                 |

Albo d'oro
| Anno | Luogo              | Oro | Argento | Bronzo                 |
| ---- | ------------------ | --- | --- | ---------------------- |
| 1902 | L'Aja              | Frans Dinsmeester | Jan Van Tol | Carc Van Beek          |
| 1907 | Copenaghen         | Nikolaus Winkler | Edvin Andersson | Andreas Götz           |
| 1908 | Malmö              | Karl Swoboda | Edvin Andersson | Albert Petersson       |
| 1909 | Dresda             | Rudolf Groß | Max Kempe | Kurt Junginger         |
| 1910 | Budapest           | Franz Komarek | Karl Swoboda | Imre Erödy             |
| 1911 | Lipsia             | Nikolaus Winkler | Max Morche | Friedrich Müller       |
| 1912 | Vienna             | Josef Kammerer | Franz Zuba | Karl Hübner            |
| 1913 | Brno               | Franz Zuba | Karl Swoboda | Jan Balei              |
| 1914 | Vienna             | Josef Schwabl | Rudolf Prinz | Hans Gold              |
| 1921 | Offenbach am Main  | Josef Zimmermann | Jean Schobries | Wilhelm Stephan        |
| 1924 | Neunkirchen        | Willi Reinfrank | Nikolaus Weber | Oscar Erlenmayer       |
| 1929 | Vienna             | Robert Fein | Eugen Jordan | Kurt Helbig            |
| 1930 | Monaco di Baviera  | Hans Haas | René Duverger | Robert Fein            |
| 1931 | Lussemburgo        | Hans Haas | Kurt Helbig | Mohamed Youssef        |
| 1933 | Essen              | Franz Thiersch | Kurt Helbig | Henri Blanc            |
| 1934 | Genova             | René Duverger | Oro a pari merito | Adolf Wagner           |
| 1934 | Genova             | Robert Fein | Oro a pari merito | Adolf Wagner           |
| 1935 | Parigi             | Karl Jansen | Robert Fein | René Duverger          |
| 1946 | Parigi             | [[File: Flag of the Soviet Union (1936 – 1955).svg\|class=noviewer\| Unione Sovietica (bandiera)\|border\|20x16px]] Vladimir Svetilko | [[File: Flag of the Soviet Union (1936 – 1955).svg\|class=noviewer\| Unione Sovietica (bandiera)\|border\|20x16px]] Georgij Popov | George Espeut          |
| 1947 | Helsinki           | [[File: Flag of the Soviet Union (1936 – 1955).svg\|class=noviewer\| Unione Sovietica (bandiera)\|border\|20x16px]] Izrail' Mechanik  | [[File: Flag of the Soviet Union (1936 – 1955).svg\|class=noviewer\| Unione Sovietica (bandiera)\|border\|20x16px]] Georgij Popov | Sigvard Kinnunen       |
| 1948 | Londra             | Jim Halliday | Jørgen Fryd Petersen | René Aleman            |
| 1949 | Scheveningen       | Arvid Andersson | Unto Lehtonen | Théophile Huyge        |
| 1950 | Parigi             | [[File: Flag of the Soviet Union (1936 – 1955).svg\|class=noviewer\| Unione Sovietica (bandiera)\|border\|20x16px]] Vladimir Svetilko | André Le Guillerm | Ermanno Pignatti       |
| 1951 | Milano             | Ermanno Pignatti | Josef Tauchner | Roger Rubini           |
| 1952 | Helsinki           | [[File: Flag of the Soviet Union (1936 – 1955).svg\|class=noviewer\| Unione Sovietica (bandiera)\|border\|20x16px]] Evgenij Lopatin   | Johan Runge | Ermanno Pignatti       |
| 1953 | Stoccolma          | [[File: Flag of the Soviet Union (1936 – 1955).svg\|class=noviewer\| Unione Sovietica (bandiera)\|border\|20x16px]] Dmitrij Ivanov    | Åke Hedberg | Tuure Tanni            |
| 1954 | Vienna             | [[File: Flag of the Soviet Union (1936 – 1955).svg\|class=noviewer\| Unione Sovietica (bandiera)\|border\|20x16px]] Dmitrij Ivanov    | Josef Tauchner | Ingemar Gustavsson     |
| 1955 | Monaco di Baviera  | Nikolaj Kostylev | Luciano De Genova | Josef Tauchner         |
| 1956 | Helsinki           | Nikolaj Kostylev | Josef Tauchner | Luciano De Genova      |
| 1957 | Katowice           | Ravil' Chabutdinov | Jan Czepułkowski | Marian Zieliński       |
| 1958 | Stoccolma          | Viktor Bušuev | Luciano De Genova | Josef Tauchner         |
| 1959 | Varsavia           | Viktor Bušuev | Hakob Faraǰyan | Jan Czepułkowski       |
| 1960 | Milano             | Marian Zieliński | Mustafa Jagly-Ogly | Zdeněk Otáhal          |
| 1961 | Vienna             | Waldemar Baszanowski | Sergej Lopatin | Marian Zieliński       |
| 1962 | Budapest           | Vladimir Kaplunov | Waldemar Baszanowski | Marian Zieliński       |
| 1963 | Stoccolma          | Marian Zieliński | Waldemar Baszanowski | Vladimir Kaplunov      |
| 1964 | Mosca              | Vladimir Kaplunov | Zdeněk Otáhal | Antonín Babinský       |
| 1965 | Sofia              | Waldemar Baszanowski | Vladimir Kaplunov | Zdeněk Otáhal          |
| 1966 | Berlino Est        | Evgenij Kacura | Marian Zieliński | János Bagócs           |
| 1968 | Leningrado         | Waldemar Baszanowski | Marian Zieliński | Konstantin Tilev       |
| 1969 | Varsavia           | Waldemar Baszanowski | János Bagócs | Zbigniew Kaczmarek     |
| 1970 | Szombathely        | János Bagócs | Waldemar Baszanowski | Zbigniew Kaczmarek     |
| 1971 | Sofia              | Waldemar Baszanowski | Zbigniew Kaczmarek | József Máthé           |
| 1972 | Costanza           | Mladen Kučev | Zbigniew Kaczmarek | Mucharbij Kiržinov     |
| 1973 | Madrid             | Mucharbij Kiržinov | Mladen Kučev | Zbigniew Kaczmarek     |
| 1974 | Verona             | Mucharbij Kiržinov | Zbigniew Kaczmarek | Walter Legel           |
| 1975 | Mosca              | Petro Korol' | Zbigniew Kaczmarek | Mladen Kučev           |
| 1976 | Berlino Est        | Zbigniew Kaczmarek | Jan Łostowski | Sergej Pevzner         |
| 1977 | Stoccarda          | Sergej Pevzner | Zbigniew Kaczmarek | Werner Schraut         |
| 1978 | Havířov            | Janko Rusev | Ioan Buta | Zbigniew Kaczmarek     |
| 1979 | Varna              | Janko Rusev | Joachim Kunz | Günter Ambraß          |
| 1980 | Belgrado           | Janko Rusev | Günter Ambraß | Karl-Heinz Radschinsky |
| 1981 | Lilla              | Joachim Kunz | Minčo Pašov | Daniel Senet           |
| 1982 | Lubiana            | Piotr Mandra | Virgil Dociu | Gregor Bialowas        |
| 1983 | Mosca              | Joachim Kunz | Janko Rusev | Andreas Behm           |
| 1984 | Vitoria            | Georgi Petrikov | Jouni Grönman | Mirosław Chlebosz      |
| 1985 | Katowice           | Andreas Behm | Mihail Petrov | Marek Seweryn          |
| 1986 | Karl-Marx-Stadt    | Andreas Behm | Mihail Petrov | Joachim Kunz           |
| 1987 | Reims              | Mihail Petrov | Israyel Militosyan | Joachim Kunz           |
| 1988 | Cardiff            | Valerij Jurov | Joachim Kunz | Bogdan Bakuła          |
| 1989 | Atene              | Israyel Militosyan | Joto Jotov | Andreas Behm           |
| 1990 | Ålborg             | Joto Jotov | Israyel Militosyan | Ergün Batmaz           |
| 1991 | Władysławowo       | Joto Jotov | Israyel Militosyan | Andreas Behm           |
| 1992 | Szekszárd          | Joto Jotov | Israyel Militosyan | Umar Ėdel'chanov       |
| 1993 | Sofia              | Joto Jotov | Waldemar Kosiński | Ramzan Musaev          |
| 1994 | Sokolov            | Joto Jotov | Fedail Güler | Ergün Batmaz           |
| 1995 | Varsavia           | Fedail Güler | Waldemar Kosiński | Attila Feri            |
| 1996 | Stavanger          | Zlatan Vanev | Plamen Željazkov | Ergün Batmaz           |
| 1997 | Rijeka             | Ergün Batmaz | Zlatan Vanev | Plamen Željazkov       |
| 1998 | Riesa              | Plamen Željazkov | Ergün Batmaz | Sjarhej Laŭrenaŭ       |
| 1999 | La Coruña          | Gălăbin Boevski | Plamen Željazkov | Valerios Leōnidīs      |
| 2000 | Sofia              | Sjarhej Laŭrenaŭ | Georgi Markov | Yasin Arslan           |
| 2001 | Trenčín            | Ekrem Celil | Andrej Matveev | Turan Mirzəyev         |
| 2002 | Adalia             | Gălăbin Boevski | Giōrgos Tzelilīs | Reyhan Arabacıoğlu     |
| 2003 | Loutraki           | Gălăbin Boevski | Turan Mirzəyev | Ekrem Celil            |
| 2004 | Kiev               | Ekrem Celil | Nikolaj Pešalov | Sjarhej Laŭrenaŭ       |
| 2005 | Sofia              | Demir Demirev | Ferit Sen | Mehmed Fikretov        |
| 2006 | Władysławowo       | Demir Demirev | Vencelas Dabaya | Armen Ghazaryan        |
| 2007 | Strasburgo         | Vencelas Dabaya | Tigran Gevorg Martirosyan | Vladislav Lukanin      |
| 2008 | Lignano Sabbiadoro | Tigran Gevorg Martirosyan | Vencelas Dabaya | Mehmed Fikretov        |
| 2009 | Bucarest           | Aṙak‘el Mirzoyan | Vencelas Dabaya | Vladislav Lukanin      |
| 2010 | Minsk              | Ninel Miculescu | Michail Gobeev | Mete Binay             |
| 2011 | Kazan'             | Vladislav Lukanin | Răzvan Martin | Daniel Godelli         |
| 2012 | Adalia             | Əfqan Bayramov | Vencelas Dabaya | Bernardin Matam        |
| 2013 | Tirana             | Oleg Čen | Daniel Godelli | Bernardin Matam        |
| 2014 | Tel Aviv           | Oleg Čen | Vanik Avetisyan | Serghei Cechir         |
| 2015 | Tbilisi            | Daniyar İsmayilov | Sergej Petrov | Bernardin Matam        |
| 2016 | Førde              | Daniyar İsmayilov | Sergej Petrov | David Sánchez-López    |
| 2017 | Spalato            | Bernardin Matam | Oleg Čen | Robert Joachim         |
| 2018 | Bucarest           | Briken Calja | Robert Joachim | David Sánchez-López    |
| 2019 | Batumi             | Božidar Andreev | Briken Calja | Vadzim Likharad        |
| 2021 | Mosca              | Daniyar İsmayilov | Marin Robu | Briken Calja           |
| 2022 | Tirana             | Muhammed Furkan Özbek | Kakhi Asanidze | Piotr Kudłaszyk        |
| 2023 | Erevan             | Ritvars Suharevs | David Sánchez-López | Mirko Zanni            |
| 2024 | Sofia              | Božidar Andreev | Muhammed Furkan Özbek | Ritvars Suharevs       |
| 2025 | Chișinău           | Yusuf Fehmi Genç | Gor Sahakyan | Roberto Guțu           |

## Pesi medi
La categoria dei pesi medi debutta ai campionati ufficialmente nell'edizione del 1909 – l'edizione svoltasi a L'Aja nel 1902, che assegnava il titolo di campione olandese, fu riconosciuta valida dalla EWF nel 1983 anche per il titolo europeo – ed è stata sempre inclusa nel programma con l'eccezione dell'edizione del 1910. Ha cambiato per otto volte il limite di peso ed è stata presente per 92 edizioni.
Cronologia limite peso
| Limite         | Periodo         |
| -------------- | --------------- |
| Fino a 75 kg   | 1902            |
| Fino a 80 kg   | 1909, 1911–1912 |
| Fino a 82,5 kg | 1913            |
| Fino a 75 kg   | 1914–1992       |
| Fino a 76 kg   | 1993–1997       |
| Fino a 77 kg   | 1998–2018       |
| Fino a 81 kg   | 2019–2025       |
| Fino a 79 kg   | 2026–           |

Albo d'oro

## Pesi massimi leggeri
La categoria dei pesi massimi leggeri debutta ai campionati nell'edizione del 1914 ed è stata sempre inclusa nel programma. Ha cambiato per cinque volte il limite di peso ed è stata presente per 87 edizioni.
Cronologia limite peso
| Limite         | Periodo   |
| -------------- | --------- |
| Fino a 82,5 kg | 1914–1992 |
| Fino a 83 kg   | 1993–1997 |
| Fino a 85 kg   | 1998–2018 |
| Fino a 89 kg   | 2019–2025 |
| Fino a 88 kg   | 2026–     |

Albo d'oro
| Anno | Luogo              | Oro | Argento | Bronzo |
| ---- | ------------------ | --- | --- | --- |
| 1914 | Vienna             | Hans Abraham | Ferdinand Skalnik | Adolf Bartasek |
| 1921 | Offenbach am Main  | Fritz Hünenberger | Josef Münch | Ernst Sick |
| 1924 | Neunkirchen        | Julius Baruch | Fritz Neukirchen | Ernst Sick |
| 1929 | Vienna             | Jakob Vogt | Václav Pšenička | Karl Bierwirth |
| 1930 | Monaco di Baviera  | Louis Hostin | Jakob Vogt | Josef Zeman |
| 1931 | Lussemburgo        | Hussein Moukhtar | Nic Scheitler | Franz Hirn |
| 1933 | Essen              | Nic Scheitler | Jakob Vogt | Karl Bierwirth |
| 1934 | Genova             | Fritz Haller | Eugen Deutsch | Josef Zeman |
| 1935 | Parigi             | Louis Hostin | Eugen Deutsch | Fritz Haller |
| 1946 | Parigi             | [[File: Flag of the Soviet Union (1936 – 1955).svg\|class=noviewer\| Unione Sovietica (bandiera)\|border\|20x16px]] Grigorij Novak   | Henri Ferrari | [[File: Flag of the Soviet Union (1936 – 1955).svg\|class=noviewer\| Unione Sovietica (bandiera)\|border\|20x16px]] Efim Khotimskij |
| 1947 | Helsinki           | [[File: Flag of the Soviet Union (1936 – 1955).svg\|class=noviewer\| Unione Sovietica (bandiera)\|border\|20x16px]] Grigorij Novak   | Juhani Vellamo | [[File: Flag of the Soviet Union (1936 – 1955).svg\|class=noviewer\| Unione Sovietica (bandiera)\|border\|20x16px]] Laftulla Kašaev |
| 1948 | Londra             | Gösta Magnusson | Jean Debuf | Juhani Vellamo |
| 1949 | Scheveningen       | Jean Debuf | Ernie Roe | Juhani Vellamo |
| 1950 | Parigi             | [[File: Flag of the Soviet Union (1936 – 1955).svg\|class=noviewer\| Unione Sovietica (bandiera)\|border\|20x16px]] Arkadij Vorob'ëv | Lennart Nelson | Ernie Roe |
| 1951 | Milano             | Jean Debuf | Wilhelm Flenner | Augusto Fiorentini |
| 1952 | Helsinki           | [[File: Flag of the Soviet Union (1936 – 1955).svg\|class=noviewer\| Unione Sovietica (bandiera)\|border\|20x16px]] Trofim Lomakin   | [[File: Flag of the Soviet Union (1936 – 1955).svg\|class=noviewer\| Unione Sovietica (bandiera)\|border\|20x16px]] Arkadij Vorob'ëv | Jean Debuf |
| 1953 | Stoccolma          | [[File: Flag of the Soviet Union (1936 – 1955).svg\|class=noviewer\| Unione Sovietica (bandiera)\|border\|20x16px]] Arkadij Vorob'ëv | [[File: Flag of the Soviet Union (1936 – 1955).svg\|class=noviewer\| Unione Sovietica (bandiera)\|border\|20x16px]] Trofim Lomakin   | Leslie Willoughby |
| 1954 | Vienna             | [[File: Flag of the Soviet Union (1936 – 1955).svg\|class=noviewer\| Unione Sovietica (bandiera)\|border\|20x16px]] Trofim Lomakin   | Jean Debuf | Václav Pšenička Jr. |
| 1955 | Monaco di Baviera  | Vasilij Stepanov | Václav Pšenička Jr. | Czesław Białas |
| 1956 | Helsinki           | Trofim Lomakin | Václav Pšenička Jr. | Günter Siebert |
| 1957 | Katowice           | Matvej Rudman | Václav Pšenička Jr. | Ireneusz Paliński |
| 1958 | Stoccolma          | Trofim Lomakin | Ireneusz Paliński | Günter Siebert |
| 1959 | Varsavia           | Rudol'f Pljukfel'der | Ireneusz Paliński | Václav Pšenička Jr. |
| 1960 | Milano             | Rudol'f Pljukfel'der | Ireneusz Paliński | Marcel Paterni |
| 1961 | Vienna             | Rudol'f Pljukfel'der | Géza Tóth | Jouni Kailajärvi |
| 1962 | Budapest           | Győző Veres | Géza Tóth | Jouni Kailajärvi |
| 1963 | Stoccolma          | Győző Veres | Rudol'f Pljukfel'der | Géza Tóth |
| 1964 | Mosca              | Géza Tóth | Viktor Šišov | Marcel Paterni |
| 1965 | Sofia              | Aleksandr Kidjaev | Hans Zdražila | Norbert Ozimek |
| 1966 | Berlino Est        | Vladimir Beljaev | Győző Veres | Hans Zdražila |
| 1968 | Leningrado         | Boris Selickij | Norbert Ozimek | Karl Arnold |
| 1969 | Varsavia           | Károly Bakos | Boris Selickij | Norbert Ozimek |
| 1970 | Szombathely        | Gennadij Ivančenko | György Horváth | Stefan Sochański |
| 1971 | Sofia              | Gennadij Ivančenko | György Horváth | Dino Turcato |
| 1972 | Costanza           | Boris Pavlov | Leif Jenssen | Kaarlo Kangasniemi |
| 1973 | Madrid             | Vladimir Ryženkov | Rumen Rusev | Frank Zielecke |
| 1974 | Verona             | Vladimir Ryženkov | Trendafil Stojčev | Rumen Rusev |
| 1975 | Mosca              | Valerij Šarij | Trendafil Stojčev | Juhani Avellan |
| 1976 | Berlino Est        | Valerij Šarij | Blagoj Blagoev | Trendafil Stojčev |
| 1977 | Stoccarda          | Gennadij Bessonov | Péter Baczakó | Paweł Rabczewski |
| 1978 | Havířov            | Jurij Vardanjan | Péter Baczakó | Krasimir Drăndarov |
| 1979 | Varna              | Blagoj Blagoev | Paweł Rabczewski | Dušan Poliačik |
| 1980 | Belgrado           | Jurij Vardanjan | Detlef Blasche | Horst Appel |
| 1981 | Lilla              | Jurij Vardanjan | Asen Zlatev | Dušan Poliačik |
| 1982 | Lubiana            | Asen Zlatev | Oleksandr Pervij | Bertalan Mandzák |
| 1983 | Mosca              | Jurij Vardanjan | Asen Zlatev | László Barsi |
| 1984 | Vitoria            | Asen Zlatev | Jurij Vardanjan | Anatolij Chrapatyj |
| 1985 | Katowice           | Asen Zlatev | Zdravko Stoičkov | Anatolij Chrapatyj |
| 1986 | Karl-Marx-Stadt    | Israil Arsamakov | Asen Zlatev | Constantin Urdaș |
| 1987 | Reims              | Asen Zlatev | László Barsi | Petre Becheru |
| 1988 | Cardiff            | Constantin Urdaș | Sergej Li | Aleksandr Gusakov |
| 1989 | Atene              | Kiril Kunev | Plamen Bratojčev | Ingo Steinhöfel |
| 1990 | Ålborg             | Altymyrat Orazdurdyýew | Kiril Kunev | Krzysztof Siemion |
| 1991 | Władysławowo       | Altymyrat Orazdurdyýew | Plamen Bratojčev | Sunay Bulut |
| 1992 | Szekszárd          | Ibragim Samadov | Krzysztof Siemion | Pyrros Dīmas |
| 1993 | Sofia              | Oleksandr Blyščyk | Krzysztof Siemion | Pyrros Dīmas |
| 1994 | Sokolov            | Vadym Bažan | Oleksandr Blyščyk | Vadim Vacarciuc |
| 1995 | Varsavia           | Pyrros Dīmas | Andrzej Cofalik | Dursun Sevinç |
| 1996 | Stavanger          | Jurij Myškovec | Bidzina Mikiashvili | Dursun Sevinç |
| 1997 | Rijeka             | Marc Huster | Dursun Sevinç | Jurij Myškovec |
| 1998 | Riesa              | Marc Huster | Pyrros Dīmas | Dursun Sevinç |
| 1999 | La Coruña          | Marc Huster | Georgi Gardev | Dursun Sevinç |
| 2000 | Sofia              | Giorgi Asanidze | Georgi Gardev | Jurij Myškovec |
| 2001 | Trenčín            | Giorgi Asanidze | Georgi Gardev | Sergej Žukov |
| 2002 | Adalia             | Giorgi Asanidze | Mariusz Rytkowski | Aslambek Ėdiev |
| 2003 | Loutraki           | Zlatan Vanev | Jurij Myškovec | Ruslan Lizunov |
| 2004 | Kiev               | İzzet İnce | Zaur Tachušev | Erdal Sunar |
| 2005 | Sofia              | Ruslan Novikaŭ | Valeriu Calancea | Arsen Melikyan |
| 2006 | Władysławowo       | Andrėj Rybakoŭ | Jurij Myškovec | Zaur Tachušev |
| 2007 | Strasburgo         | Valeriu Calancea | İzzet İnce | Vadzim Stral'coŭ |
| 2008 | Lignano Sabbiadoro | Tigran Vardan Martirosyan | Vasilij Polovnikov | Georgi Markov |
| 2009 | Bucarest           | Aleksej Jufkin | İntiqam Zairov | Mikalaj Novikaŭ |
| 2010 | Minsk              | Gevorik Poghosyan | Ara Khachatryan | Mikalaj Novikaŭ |
| 2011 | Kazan'             | Aleksej Jufkin | Apti Auchadov | Benjamin Hennequin |
| 2012 | Adalia             | Gabriel Sîncrăian | Tom Schwarzbach | Giovanni Bardis |
| 2013 | Tirana             | Apti Auchadov | Ivan Markov | Al'bert Sajachov |
| 2014 | Tel Aviv           | Ivan Markov | Benjamin Hennequin | Aghasi Aghasyan |
| 2015 | Tbilisi            | Benjamin Hennequin | Alexandru Dudoglo | Mikalaj Novikaŭ |
| 2016 | Førde              | Oleksandr Pjelješenko | Gabriel Sîncrăian | Gheorghe Cernei |
| 2017 | Spalato            | Oleksandr Pjelješenko | Artëm Okulov | Krzysztof Zwarycz |
| 2018 | Bucarest           | Revaz Davitadze | Kacper Kłos | Brandon Vautard |
| 2019 | Batumi             | Hakob Mkrtchyan | Revaz Davitadze | Davit Hovhannisyan |
| 2021 | Mosca              | Karen Avagyan | Revaz Davitadze | Andranik Karapetyan |
| 2022 | Tirana             | Antonino Pizzolato | Karlos Nasar | Revaz Davitadze |
| 2023 | Erevan             | Karlos Nasar | Andranik Karapetyan | Marin Robu |
| 2024 | Sofia              | Karlos Nasar | Antonino Pizzolato | Marin Robu |
| 2025 | Chișinău           | Raphael Friedrich | Marin Robu | Lorenzo Tarquini |

## Pesi mediomassimi
La categoria dei pesi mediomassimi debutta ai campionati nell'edizione del 1951 ed è stata sempre inclusa nel programma. Ha cambiato per cinque volte il limite di peso ed è stata presente per 74 edizioni.
Cronologia limite peso
| Limite       | Periodo   |
| ------------ | --------- |
| Fino a 90 kg | 1951–1992 |
| Fino a 91 kg | 1993–1997 |
| Fino a 94 kg | 1998–2018 |
| Fino a 96 kg | 2019–2025 |
| Fino a 98 kg | 2026–     |

Albo d'oro
| Anno | Luogo              | Oro | Argento               | Bronzo                |
| ---- | ------------------ | --- | --------------------- | --------------------- |
| 1951 | Milano             | Raymond Herbaux | Luciano Zardi         | Franz Eibler          |
| 1952 | Helsinki           | [[File: Flag of the Soviet Union (1936 – 1955).svg\|class=noviewer\| Unione Sovietica (bandiera)\|border\|20x16px]] Grigorij Novak   | Luciano Zardi         | Kai Outa              |
| 1953 | Stoccolma          | Wilhelm Flenner | Jens Jørn Mortensen   | Sigvard Kinnunen      |
| 1954 | Vienna             | [[File: Flag of the Soviet Union (1936 – 1955).svg\|class=noviewer\| Unione Sovietica (bandiera)\|border\|20x16px]] Arkadij Vorob'ëv | Mel Barnett           | Wilhelm Flenner       |
| 1955 | Monaco di Baviera  | Arkadij Vorob'ëv | Jean Debuf            | Ivan Veselinov        |
| 1956 | Helsinki           | Jean Debuf | Fëdor Osypa           | Ivan Veselinov        |
| 1957 | Katowice           | Czesław Białas | Klaus-Dieter Göhring  | Zdeněk Srstka         |
| 1958 | Stoccolma          | Arkadij Vorob'ëv | Ivan Veselinov        | Václav Pšenička Jr.   |
| 1959 | Varsavia           | Louis Martin | Arkadij Vorob'ëv      | Czesław Białas        |
| 1960 | Milano             | Vitalij Dvigun | Vladimir Savov        | Lazăr Baroga          |
| 1961 | Vienna             | Ireneusz Paliński | Louis Martin          | Arkadij Vorob'ëv      |
| 1962 | Budapest           | Louis Martin | Ireneusz Paliński     | Petăr Tačev           |
| 1963 | Stoccolma          | Louis Martin | Ireneusz Paliński     | Ėduard Brovko         |
| 1964 | Mosca              | Vladimir Golovanov | Árpád Nemessányi      | Marek Gołąb           |
| 1965 | Sofia              | Louis Martin | Anatolij Kaliničenko  | Petăr Tačev           |
| 1966 | Berlino Est        | Géza Tóth | Ireneusz Paliński     | Marek Gołąb           |
| 1968 | Leningrado         | Jaan Talts | Bo Johansson          | Kaarlo Kangasniemi    |
| 1969 | Varsavia           | Kaarlo Kangasniemi | Bo Johansson          | Géza Tóth             |
| 1970 | Szombathely        | Kaarlo Kangasniemi | Vasilij Kolotov       | Bo Johansson          |
| 1971 | Sofia              | David Rigert | Bo Johansson          | Atanas Šopov          |
| 1972 | Costanza           | David Rigert | Atanas Šopov          | Andon Nikolov         |
| 1973 | Madrid             | David Rigert | Andon Nikolov         | Atanas Šopov          |
| 1974 | Verona             | David Rigert | Andon Nikolov         | Sergej Poltorackij    |
| 1975 | Mosca              | David Rigert | Sergej Poltorackij    | Peter Petzold         |
| 1976 | Berlino Est        | David Rigert | Adam Sajdulaev        | Peter Petzold         |
| 1977 | Stoccarda          | Sergej Poltorackij | Rolf Milser           | György Rehus-Uzor     |
| 1978 | Havířov            | David Rigert | Rolf Milser           | Andon Nikolov         |
| 1979 | Varna              | Rolf Milser | Péter Baczakó         | Valerij Šarij         |
| 1980 | Belgrado           | Rumen Aleksandrov | Valerij Šarij         | Gennadij Bessonov     |
| 1981 | Lilla              | Blagoj Blagoev | Jurij Zacharevič      | Ljubomir Ušerov       |
| 1982 | Lubiana            | Blagoj Blagoev | Jurij Vardanjan       | Frank Mantek          |
| 1983 | Mosca              | Blagoj Blagoev | Viktor Solodov        | Andrzej Piotrowski    |
| 1984 | Vitoria            | Viktor Solodov | Blagoj Blagoev        | Andrzej Piotrowski    |
| 1985 | Katowice           | Viktor Solodov | Rumen Teodosiev       | Piotr Krukowski       |
| 1986 | Karl-Marx-Stadt    | Anatolij Chrapatyj | Viktor Solodov        | Rumen Teodosiev       |
| 1987 | Reims              | Anatolij Chrapatyj | Rumen Teodosiev       | Viktor Tregubov       |
| 1988 | Cardiff            | Anatolij Chrapatyj | Ivan Čakărov          | Rumen Teodosiev       |
| 1989 | Atene              | Anatolij Chrapatyj | Sergej Syrcov         | Ivan Čakărov          |
| 1990 | Ålborg             | Anatolij Chrapatyj | Sławomir Zawada       | Ivan Čakărov          |
| 1991 | Władysławowo       | Ivan Čakărov | Sławomir Zawada       | Ali Eroğlu            |
| 1992 | Szekszárd          | Kakhi Kakhiashvili | Sławomir Zawada       | Ivan Čakărov          |
| 1993 | Sofia              | Kakhi Kakhiashvili | Sergiusz Wołczaniecki | Ivan Čakărov          |
| 1994 | Sokolov            | Aleksej Petrov | Kakhi Kakhiashvili    | Ivan Čakărov          |
| 1995 | Varsavia           | Akakios Kakiasvilis | Plamen Bratojčev      | Aleksander Karapetyan |
| 1996 | Stavanger          | Sunay Bulut | Oliver Caruso         | Plamen Bratojčev      |
| 1997 | Rijeka             | Sunay Bulut | Oliver Caruso         | Oleh Čumak            |
| 1998 | Riesa              | Oliver Caruso | Ivan Čakărov          | Akakios Kakiasvilis   |
| 1999 | La Coruña          | Szymon Kołecki | Akakios Kakiasvilis   | Bünyamin Sudaş        |
| 2000 | Sofia              | Szymon Kolecki | Vadim Vacarciuc       | Bünyamin Sudaş        |
| 2001 | Trenčín            | Nizami Paşayev | Nikolaj Stojanov      | Hakob Pilosyan        |
| 2002 | Adalia             | Aleksej Petrov | Milen Dobrev          | Nizami Paşayev        |
| 2003 | Loutraki           | Milen Dobrev | Sergej Žukov          | Tadeusz Drzazga       |
| 2004 | Kiev               | Milen Dobrev | Ėduard Tjukin         | Anatolij Mušyk        |
| 2005 | Sofia              | Hakan Yilmaz | Andrej Skorobogatov   | Kostjantyn Pilijev    |
| 2006 | Władysławowo       | Szymon Kołecki | Andrej Demanov        | Nikolaos Kourtidis    |
| 2007 | Strasburgo         | Szymon Kołecki | Roman Konstantinov    | Evgheni Bratan        |
| 2008 | Lignano Sabbiadoro | Szymon Kołecki | Andrej Demanov        | Muchamat Sozaev       |
| 2009 | Bucarest           | Jürgen Spieß | Nikolaos Kourtidis    | Andrej Demanov        |
| 2010 | Minsk              | Arsen Kasabiev | Artem Ivanov          | Anatolii Cîrîcu       |
| 2011 | Kazan'             | Andrej Demanov | Anatolii Cîrîcu       | Aurimas Didžbalis     |
| 2012 | Adalia             | Anatolii Cîrîcu | Aslan Bideev          | Ibrahim Arat          |
| 2013 | Tirana             | Žygimantas Stanulis | Aljaksandr Makaranka  | Jaroslav Černyšov     |
| 2014 | Tel Aviv           | Adrian Zieliński | Tomasz Zieliński      | Vasil Gospodinov      |
| 2015 | Tbilisi            | Aurimas Didžbalis | Četag Čugaev          | Aljaksandr Venskel'   |
| 2016 | Førde              | Tomasz Zieliński | Žygimantas Stanulis   | Georgij Kupcov        |
| 2017 | Spalato            | Dmytro Čumak | Aurimas Didzbalis     | Egor Klimonov         |
| 2018 | Bucarest           | Nicolae Onică | Łukasz Grela          | Vadims Koževņikovs    |
| 2019 | Batumi             | Jaŭhen Cichancoŭ | Egor Klimonov         | Anton Pliesnoi        |
| 2021 | Mosca              | Anton Pliesnoi | Pjotr Asajonak        | Hakob Mkrtchyan       |
| 2022 | Tirana             | Davit Hovhannisyan | Ara Aghanyan          | Romain Imadouchène    |
| 2023 | Erevan             | Davit Hovhannisyan | Ara Aghanyan          | Cristiano Ficco       |
| 2024 | Sofia              | Hakob Mkrtchyan | Davit Hovhannisyan    | Pavel Chadasevič      |
| 2025 | Chișinău           | Karlos Nasar | Revaz Davitadze       | Davit Hovhannisyan    |

## Pesi massimi primi
La categoria dei pesi massimi primi debutta ai campionati nel 1977. Non venne inclusa nel programma tra il 1998 e il 2018. Ha cambiato per tre volte il limite di peso ed è stata presente per 27 edizioni.
Cronologia limite peso
| Limite        | Periodo   |
| ------------- | --------- |
| Fino a 100 kg | 1977–1992 |
| Fino a 99 kg  | 1993–1997 |
| Fino a 102 kg | 2019–2025 |

Albo d'oro
| Anno | Luogo           | Oro                  | Argento           | Bronzo               |
| ---- | --------------- | -------------------- | ----------------- | -------------------- |
| 1977 | Stoccarda       | Anatolij Kozlov      | Helmut Losch      | Michel Broillet      |
| 1978 | Havířov         | Sergej Arakelov      | Igor' Nikitin     | Michel Broillet      |
| 1979 | Varna           | David Rigert         | Pavel Syrčin      | Plamen Asparuhov     |
| 1980 | Belgrado        | David Rigert         | Michael Hennig    | Plamen Asparuhov     |
| 1981 | Lilla           | Viktor Soc           | Bruno Matykiewicz | Veselin Osikovski    |
| 1982 | Lubiana         | Viktor Soc           | Jurij Zacharevič  | Bruno Matykiewicz    |
| 1983 | Mosca           | Pavel Kuznecov       | Aleksandr Popov   | Andrzej Komar        |
| 1984 | Vitoria         | Pavel Kuznecov       | Miloš Čiernik     | Ingobert Kind        |
| 1985 | Katowice        | Nicu Vlad            | Viktor Ševčik     | Andor Szanyi         |
| 1986 | Karl-Marx-Stadt | Nicu Vlad            | Aleksandr Popov   | René Wyßuwa          |
| 1987 | Reims           | Andor Szanyi         | Nicu Vlad         | Pavel Kuznecov       |
| 1988 | Cardiff         | Detelin Petrov       | Aleksandr Popov   | Andor Szanyi         |
| 1989 | Atene           | Petăr Stefanov       | Nicu Vlad         | Pavel Kuznecov       |
| 1990 | Ålborg          | Sergej Kopytov       | Nicu Vlad         | Francis Tournefier   |
| 1991 | Władysławowo    | Igor' Sadykov        | Viktor Tregubov   | Petăr Stefanov       |
| 1992 | Szekszárd       | Timur Tajmazov       | Waldemar Malak    | Andor Szanyi         |
| 1993 | Sofia           | Vjačeslav Rubin      | Sławomir Zawada   | Aleh Čirica          |
| 1994 | Sokolov         | Sergej Syrcov        | Aleh Čirica       | Mukhran Gogia        |
| 1995 | Varsavia        | Aleh Čirica          | Denys Hotfrid     | Krzysztof Zawadki    |
| 1996 | Stavanger       | Akakios Kakiasvilis  | Dmitrij Smirnov   | Vjačeslav Ivanovskij |
| 1997 | Rijeka          | Stanislav Rybalčenko | Dmitrij Smirnov   | Martin Tešovič       |
| 2019 | Batumi          | Dmytro Čumak         | Samvel Gasparyan  | Vadzim Stral'coŭ     |
| 2021 | Mosca           | Samvel Gasparyan     | Arsen Martirosyan | Dadaş Dadaşbəyli     |
| 2022 | Tirana          | David Fišerov        | Samvel Gasparyan  | Marcos Ruiz          |
| 2023 | Erevan          | Garik Karapetyan     | Irakli Chkheidze  | Tudor Bratu          |
| 2024 | Sofia           | Jaŭhen Cichancoŭ     | Samvel Gasparyan  | Garik Karapetyan     |
| 2025 | Chișinău        | Jaŭhen Cichancoŭ     | Marcos Ruiz       | Tudor Bratu          |

## Pesi massimi
La categoria dei pesi massimi debutta ufficialmente ai campionati nell'edizione del 1902 – le prime edizioni, denominate "Open", erano senza limiti di peso – e, a partire dall'edizione di Copenaghen del 1907, è stata sempre inclusa nel programma. Ha cambiato per dodici volte il limite di peso.
Cronologia limite peso
| Limite        | Periodo              |
| ------------- | -------------------- |
| Open          | 1896–1901, 1903-1907 |
| Oltre 75 kg   | 1902                 |
| Oltre 67,5 kg | 1907–1908, 1910      |
| Oltre 80 kg   | 1909, 1911–1912      |
| Oltre 82,5 kg | 1913–1950            |
| Oltre 90 kg   | 1951–1968            |
| Fino a 110 kg | 1969–1992            |
| Fino a 108 kg | 1993–1997            |
| Fino a 105 kg | 1998–2018            |
| Fino a 109 kg | 2019–2025            |
| Fino a 110 kg | 2026–                |

Albo d'oro
| Anno | Luogo              | Oro | Argento              | Bronzo |
| ---- | ------------------ | --- | -------------------- | --- |
| 1896 | Rotterdam          | Hans Beck | Peter Schons         | non conosciuto |
| 1897 | Vienna             | Wilhelm Türk | Eduard Binder        | non conosciuto |
| 1898 | Amsterdam          | François De Haas | Joseph Balkman       | Carl van den Brock |
| 1900 | Rotterdam          | François De Haas | Heinrich Rondi       | Émile Deriaz |
| 1901 | Rotterdam          | Josef Ziegelmeier | Adrian Spruyt        | August Lücker |
| 1902 | L'Aja              | Ernst Hauenstein | Andreas Maier        | Antoon Dorregeest |
| 1903 | Rotterdam          | Andreas Meier | Adrian Spruyt        | Antoon Dorregeest |
| 1904 | Amsterdam          | Heinrich Neuhaus | Adrian Spruyt        | Fritz Eickeltrath |
| 1905 | Amsterdam          | Georg Schleidt | Fritz Eickeltrath    | Andreas Maier |
| 1906 | L'Aja              | Heinrich Rondi | Antoon Dorregeest    | Heinrich Schneidereit |
| 1907 | Copenaghen         | Heinrich Rondi | Carl van Hauen       | Theodor Krampe |
| 1907 | Vienna             | Josef Grafl | Alois Selos          | Berthold Tandler |
| 1908 | Malmö              | Josef Grafl | Edmund Danzer        | Fritz Eicheltrath |
| 1909 | Dresda             | Wilhelm Rößner | Paul Kemnitzer       | Josef Lehner |
| 1910 | Budapest           | Edmund Danzer | Josef Grafl          | Eugen Fleischmann |
| 1911 | Lipsia             | Berthold Tandler | Hermann Görner       | Otto Gräser |
| 1912 | Vienna             | Berthold Tandler | Alois Barta          | Josef Pung |
| 1913 | Brno               | Berthold Tandler | Leopold Hennermüller | Emil Preiss |
| 1914 | Vienna             | Franz Trenz | Georg Schrammel      | Johann Pungg |
| 1921 | Offenbach am Main  | Josef Straßberger | Fritz Wenninger      | Adam König |
| 1924 | Neunkirchen        | Paul Trappen | Friedrich Jung       | Otto Österlin |
| 1929 | Vienna             | Josef Straßberger | Rudolf Schilberg     | Jaroslav Skobla |
| 1930 | Monaco di Baviera  | El-Sayed Nosseir | Rudolf Schilberg     | Josef Straßberger |
| 1931 | Lussemburgo        | El-Sayed Nosseir | Nikolaus Rieß        | Josef Straßberger |
| 1933 | Essen              | Václav Bečvář | Arnold Luhaäär       | Josef Straßberger |
| 1934 | Genova             | Václav Pšenička | Josef Manger         | Josef Straßberger |
| 1935 | Parigi             | Josef Manger | Ronald Walker        | Václav Pšenička |
| 1946 | Parigi             | [[File: Flag of the Soviet Union (1936 – 1955).svg\|class=noviewer\| Unione Sovietica (bandiera)\|border\|20x16px]] Jakov Kucenko | Niels Petersen       | [[File: Flag of the Soviet Union (1936 – 1955).svg\|class=noviewer\| Unione Sovietica (bandiera)\|border\|20x16px]] Sergo Ambartsumyan |
| 1947 | Helsinki           | [[File: Flag of the Soviet Union (1936 – 1955).svg\|class=noviewer\| Unione Sovietica (bandiera)\|border\|20x16px]] Jakov Kucenko | Niels Petersen       | [[File: Flag of the Soviet Union (1936 – 1955).svg\|class=noviewer\| Unione Sovietica (bandiera)\|border\|20x16px]] Nikolaj Laputin    |
| 1948 | Londra             | Abraham Charité | Alfred Knight        | Niels Petersen |
| 1949 | Scheveningen       | Niels Petersen | Robert Allart        | Raymond Herbaux |
| 1950 | Parigi             | [[File: Flag of the Soviet Union (1936 – 1955).svg\|class=noviewer\| Unione Sovietica (bandiera)\|border\|20x16px]] Jakov Kucenko | Mel Barnett          | Lage Andersson |
| 1951 | Milano             | Heinz Schattner | Mel Barnett          | Wilhelm Hafenscher |
| 1952 | Helsinki           | Heinz Schattner | Franz Hölbl          | Lage Andersson |
| 1953 | Stoccolma          | Heinz Schattner | Theo Aaldering       | Franz Hölbl |
| 1954 | Vienna             | Franz Hölbl | Eino Mäkinen         | Adelfino Mancinelli |
| 1955 | Monaco di Baviera  | Eino Mäkinen | Theo Aaldering       | Franz Hölbl |
| 1956 | Helsinki           | Aleksej Medvedev | Alberto Pigaiani     | Franz Hölbl |
| 1957 | Katowice           | Evgenij Novikov | Eino Mäkinen         | Václav Syrový |
| 1958 | Stoccolma          | Aleksej Medvedev | Alberto Pigaiani     | Václav Syrový |
| 1959 | Varsavia           | Jurij Vlasov | Ivan Veselinov       | Eino Mäkinen |
| 1960 | Milano             | Jurij Vlasov | Ivan Veselinov       | Alberto Pigaiani |
| 1961 | Vienna             | Jurij Vlasov | Eino Mäkinen         | Károly Ecser |
| 1962 | Budapest           | Jurij Vlasov | Károly Ecser         | Ivan Veselinov |
| 1963 | Stoccolma          | Jurij Vlasov | Leonid Žabotyns'kyj  | Ivan Veselinov |
| 1964 | Mosca              | Jurij Vlasov | Károly Ecser         | Serge Reding |
| 1965 | Sofia              | Károly Ecser | Ivan Veselinov       | Kurt Stemplinger |
| 1966 | Berlino Est        | Leonid Žabotyns'kyj | Stanislav Batiščev   | Manfred Rieger |
| 1968 | Leningrado         | Leonid Žabotyns'kyj | Serge Reding         | Manfred Rieger |
| 1969 | Varsavia           | Jaan Talts | Kauko Kangasniemi    | Robert Wójcik |
| 1970 | Szombathely        | Jaan Talts | Aleksandăr Krajčev   | Janos Hanzlik |
| 1971 | Sofia              | Valerij Jakubovskij | Aleksandăr Krajčev   | Karl Utsar |
| 1972 | Costanza           | Jaan Talts | Stefan Grützner      | Kauko Kangasniemi |
| 1973 | Madrid             | Pavel Pervušin | Helmut Losch         | Dieter Westphal |
| 1974 | Verona             | Valerij Ustjužin | Valentin Hristov     | Jürgen Ciezki |
| 1975 | Mosca              | Valentin Hristov | Vasilij Mažejkov     | Jürgen Ciezki |
| 1976 | Berlino Est        | Valentin Hristov | Jurij Zajcev         | Jürgen Ciezki |
| 1977 | Stoccarda          | Valentin Hristov | Jurij Zajcev         | Jürgen Ciezki |
| 1978 | Havířov            | Jurij Zajcev | Jürgen Ciezki        | Leif Nilsson |
| 1979 | Varna              | Jurij Zajcev | Krasimir Drăndarov   | Peter Käks |
| 1980 | Belgrado           | Leonid Taranenko | Valentin Hristov     | Jürgen Ciezki |
| 1981 | Lilla              | Valerij Kravčuk | Vjačeslav Klokov     | Plamen Asparuhov |
| 1982 | Lubiana            | Sergej Arakelov | Vjačeslav Klokov     | Anton Baraniak |
| 1983 | Mosca              | Vjačeslav Klokov | József Jacsó         | Anton Baraniak |
| 1984 | Vitoria            | Jurij Zacharevič | Norberto Oberburger  | René Wyßuwa |
| 1985 | Katowice           | Jurij Zacharevič | Anton Baraniak       | Miloš Čiernik |
| 1986 | Karl-Marx-Stadt    | Jurij Zacharevič | Serhij Nahirnyj      | Norberto Oberburger |
| 1987 | Reims              | Jurij Zacharevič | Stefan Botev         | Artur Akoev |
| 1988 | Cardiff            | Jurij Zacharevič | Stefan Botev         | Ronny Weller |
| 1989 | Atene              | Stefan Botev | Andrew Davies        | Mirosław Dąbrowski |
| 1990 | Ålborg             | Stefan Botev | Jurij Zacharevič     | Rezvan Gelischanov |
| 1991 | Władysławowo       | Artur Akoev | Piotr Banaszak       | Andor Szanyi |
| 1992 | Szekszárd          | Igor' Kačurin | Jurij Dandik         | Piotr Banaszak |
| 1993 | Sofia              | Timur Tajmazov | Ronny Weller         | Aleksandr Popov |
| 1994 | Sokolov            | Timur Tajmazov | Vadim Stasenko       | Ihor Razor'onov |
| 1995 | Varsavia           | Sergej Syrcov | Dariusz Osuch        | Sergej Flerko |
| 1996 | Stavanger          | Evgenij Šišljannikov | Nicu Vlad            | Uladzimir Emjal'janaŭ |
| 1997 | Rijeka             | Denys Hotfrid | Evgenij Šišljannikov | Viktors Ščerbatihs |
| 1998 | Riesa              | Vjačeslav Ivanovskij | Evgenij Šišljannikov | Dariusz Osuch |
| 1999 | La Coruña          | Denys Hotfrid | Mariusz Jędra        | Martin Tešovič |
| 2000 | Sofia              | Metin Kadir | Robert Dołęga        | Evgenij Šišljannikov |
| 2001 | Trenčín            | Evgenij Čigišev | Szymon Kołecki       | Zoltán Kovács |
| 2002 | Adalia             | Alan Cagaev | Denys Hotfrid        | Bünyamin Sudaş |
| 2003 | Loutraki           | Ihor Razor'onov | Alan Cagaev          | Vladimir Smorčkov |
| 2004 | Kiev               | Alan Cagaev | Dmitrij Berestov     | Alexandru Bratan |
| 2005 | Sofia              | Vladimir Smorčkov | Bünyamin Sudaş       | Ramūnas Vyšniauskas |
| 2006 | Władysławowo       | Marcin Dołęga | Mikhail Audzeyev     | Ramūnas Vyšniauskas |
| 2007 | Strasburgo         | Martin Tešovič | Gleb Pisarevskij     | Dmitrij Lapikov |
| 2008 | Lignano Sabbiadoro | Dmitrij Berestov | Ramūnas Vyšniauskas  | Robert Dołęga |
| 2009 | Bucarest           | Vladimir Smorčkov | Oleksij Torochtij    | Ramūnas Vyšniauskas |
| 2010 | Minsk              | Dmitrij Klokov | Vladimir Smorčkov    | Oleksij Torochtij |
| 2011 | Kazan'             | Chadžimurat Akkaev | Gia Machavariani     | Bartłomiej Bonk |
| 2012 | Adalia             | David Bedžanjan | Maksim Šejko         | Serhij Tahirov |
| 2013 | Tirana             | David Bedžanjan | Maksim Šejko         | Artūrs Plēsnieks |
| 2014 | Tel Aviv           | Andrej Demanov | Timur Naniev         | Andrėj Aramnaŭ |
| 2015 | Tbilisi            | Bartłomiej Bonk | Arkadiusz Michalski  | Gennadij Muratov |
| 2016 | Førde              | Artūrs Plēsnieks | Arkadiusz Michalski  | Simon Martirosyan |
| 2017 | Spalato            | Simon Martirosyan | Vasil Gospodinov     | Arkadiusz Michalski |
| 2018 | Bucarest           | Arkadiusz Michalski | Georgi Šikov         | Sargis Martirosjan |
| 2019 | Batumi             | Simon Martirosyan | Andrėj Aramnaŭ       | Rodion Bočkov |
| 2021 | Mosca              | Dmytro Čumak | Hristo Hristov       | Timur Naniev |
| 2022 | Tirana             | Hristo Hristov | Giorgi Chkheidze     | Arsen Martirosyan |
| 2023 | Erevan             | Samvel Gasparyan | Giorgi Chkheidze     | Petros Petrosyan |
| 2024 | Sofia              | Dadaş Dadaşbəyli | Hristo Hristov       | Matthäus Hofmann |
| 2025 | Chișinău           | Garik Karapetyan | Simon Martirosyan    | Luis Lauret |

## Pesi supermassimi
La categoria dei pesi supermassimi debutta ai campionati nell'edizione del 1969 ed è stata sempre inclusa nel programma. Ha cambiato per cinque volte il limite di peso ed è stata presente per 56 edizioni.
Cronologia limite peso
| Limite         | Periodo   |
| -------------- | --------- |
| Oltre i 110 kg | 1969–1992 |
| Oltre i 108 kg | 1993–1997 |
| Oltre i 105 kg | 1998–2018 |
| Oltre i 109 kg | 2019–2025 |
| Oltre i 110 kg | 2026–     |

Albo d'oro
| Anno | Luogo              | Oro                | Argento            | Bronzo                  |
| ---- | ------------------ | ------------------ | ------------------ | ----------------------- |
| 1969 | Varsavia           | Serge Reding       | Stanislav Batiščev | Manfred Rieger          |
| 1970 | Szombathely        | Vasilij Alekseev   | Kalevi Lahdenranta | Manfred Rieger          |
| 1971 | Sofia              | Vasilij Alekseev   | Stanislav Batiščev | Rudolf Mang             |
| 1972 | Costanza           | Vasilij Alekseev   | Rudolf Mang        | Gerd Bonk               |
| 1973 | Madrid             | Vasilij Alekseev   | Stanislav Batiščev | Rudolf Mang             |
| 1974 | Verona             | Vasilij Alekseev   | Gerd Bonk          | Serge Reding            |
| 1975 | Mosca              | Vasilij Alekseev   | Gerd Bonk          | Hristo Plačkov          |
| 1976 | Berlino Est        | Gerd Bonk          | Hristo Plačkov     | Jürgen Heuser           |
| 1977 | Stoccarda          | Vasilij Alekseev   | Aslanbek Enaldiev  | Jürgen Heuser           |
| 1978 | Havířov            | Vasilij Alekseev   | Jürgen Heuser      | Gerd Bonk               |
| 1979 | Varna              | Gerd Bonk          | Jürgen Heuser      | Rudolf Strejček         |
| 1980 | Belgrado           | Sultan Rachmanov   | Evgenij Popov      | Gerd Bonk               |
| 1981 | Lilla              | Anatolij Pisarenko | Senno Salzwedel    | Tadeusz Rutkowski       |
| 1982 | Lubiana            | Anatolij Pisarenko | Antonio Krăstev    | Bohuslav Braum          |
| 1983 | Mosca              | Anatolij Pisarenko | Aleksandr Kurlovič | Antonio Krăstev         |
| 1984 | Vitoria            | Anatolij Pisarenko | Antonio Krăstev    | Senno Salzwedel         |
| 1985 | Katowice           | Aleksandr Gunjašev | Leonid Taranenko   | Senno Salzwedel         |
| 1986 | Karl-Marx-Stadt    | Antonio Krăstev    | Leonid Taranenko   | Senno Salzwedel         |
| 1987 | Reims              | Antonio Krăstev    | Evgenij Sypko      | Petr Hudeček            |
| 1988 | Cardiff            | Leonid Taranenko   | Antonio Krăstev    | Manfred Nerlinger       |
| 1989 | Atene              | Aleksandr Kurlovič | Rezvan Gelischanov | Michael Schubert        |
| 1990 | Ålborg             | Aleksandr Kurlovič | Manfred Nerlinger  | Leonid Taranenko        |
| 1991 | Władysławowo       | Leonid Taranenko   | Manfred Nerlinger  | Sergej Gunjašev         |
| 1992 | Szekszárd          | Koljo Kolev        | Erdinç Aslan       | Jiří Zubrický           |
| 1993 | Sofia              | Manfred Nerlinger  | Andrej Čemerkin    | Oleksandr Levandovs'kyj |
| 1994 | Sokolov            | Andrej Čemerkin    | Serhij Nahirnyj    | Artur Skripkin          |
| 1995 | Varsavia           | Andrej Čemerkin    | Manfred Nerlinger  | Pavlos Saltsidīs        |
| 1996 | Stavanger          | Leonid Taranenko   | Aleksej Krusevič   | Axel Franz              |
| 1997 | Rijeka             | Tibor Stark        | Raimonds Bergmanis | Stian Grimseth          |
| 1998 | Riesa              | Ronny Weller       | Andrej Čemerkin    | Ara Vardanyan           |
| 1999 | La Coruña          | Ashot Danielyan    | Ronny Weller       | Viktors Ščerbatihs      |
| 2000 | Sofia              | Ashot Danielyan    | Ronny Weller       | Viktors Ščerbatihs      |
| 2001 | Trenčín            | Viktors Ščerbatihs | Paweł Najdek       | Grzegorz Kleszcz        |
| 2002 | Adalia             | Ronny Weller       | Paweł Najdek       | Oleksij Kolokol'cev     |
| 2003 | Loutraki           | Evgenij Čigišev    | Ashot Danielyan    | Damjan Damjanov         |
| 2004 | Kiev               | Veličko Čolakov    | Viktors Ščerbatihs | Ronny Weller            |
| 2005 | Sofia              | Viktors Ščerbatihs | Evgenij Čigišev    | Ashot Danielyan         |
| 2006 | Władysławowo       | Viktors Ščerbatihs | Veličko Čolakov    | Paweł Najdek            |
| 2007 | Strasburgo         | Viktors Ščerbatihs | Evgenij Čigišev    | Paweł Najdek            |
| 2008 | Lignano Sabbiadoro | Viktors Ščerbatihs | Matthias Steiner   | Evgenij Čigišev         |
| 2009 | Bucarest           | Ihor Šymečko       | Almir Velagić      | Evgenij Pisarev         |
| 2010 | Minsk              | Evgenij Čigišev    | Ruben Aleksanyan   | Matthias Steiner        |
| 2011 | Kazan'             | Ihor Šymečko       | Jiří Orság         | Jaŭhen Žarnasek         |
| 2012 | Adalia             | Ruslan Albegov     | Matthias Steiner   | Andrej Kozlov           |
| 2013 | Tirana             | Ruslan Albegov     | Artem Udačyn       | Jiří Orság              |
| 2014 | Tel Aviv           | Aleksej Lovčev     | Ruben Aleksanyan   | Almir Velagić           |
| 2015 | Tbilisi            | Irakli Turmanidze  | Almir Velagić      | Daniel Dołęga           |
| 2016 | Førde              | Lasha T'alakhadze  | Gor Minasyan       | Mart Seim               |
| 2017 | Spalato            | Lasha T'alakhadze  | Gor Minasyan       | Ruben Aleksanyan        |
| 2018 | Bucarest           | Lasha T'alakhadze  | Jiří Orság         | Péter Nagy              |
| 2019 | Batumi             | Lasha T'alakhadze  | Irakli Turmanidze  | Ruben Aleksanyan        |
| 2021 | Mosca              | Lasha T'alakhadze  | Gor Minasyan       | Varazdat Lalayan        |
| 2022 | Tirana             | Lasha T'alakhadze  | Varazdat Lalayan   | Gor Minasyan            |
| 2023 | Erevan             | Lasha T'alakhadze  | Varazdat Lalayan   | Simon Martirosyan       |
| 2024 | Sofia              | Varazdat Lalayan   | Simon Martirosyan  | Ėduard Zjazjulin        |
| 2025 | Chișinău           | Varazdat Lalayan   | Mart Seim          | Bohdan Hoza             |

## Medagliere
Il medagliere maschile è aggiornato ai campionati europei del 2025. In corsivo sono indicate le nazioni o le entità nazionali non più esistenti.
| Posiz.              | Nazione                           | Oro | Argento | Bronzo | Totale |
| ------------------- | --------------------------------- | --- | ------- | ------ | ------ |
| 1                   | Unione Sovietica                  | 206 | 90      | 37     | 333    |
| 2                   | Bulgaria                          | 132 | 110     | 75     | 317    |
| 3                   | Turchia                           | 39  | 20      | 33     | 92     |
| 4                   | Russia                            | 36  | 39      | 32     | 107    |
| 5                   | Polonia                           | 35  | 69      | 77     | 181    |
| 6                   | Germania                          | 33  | 44      | 29     | 106    |
| 7                   | Armenia                           | 27  | 32      | 27     | 86     |
| 8                   | Austria                           | 19  | 17      | 14     | 50     |
| 9                   | Georgia                           | 17  | 17      | 7      | 41     |
| 10                  | Germania                          | 17  | 13      | 16     | 46     |
| 11                  | Ungheria                          | 16  | 38      | 42     | 96     |
| 12                  | Ucraina                           | 16  | 7       | 16     | 39     |
| 13                  | Romania                           | 14  | 34      | 27     | 75     |
| 14                  | Francia                           | 14  | 18      | 31     | 63     |
| 15                  | Italia                            | 13  | 21      | 20     | 54     |
| 16                  | Bielorussia                       | 12  | 13      | 17     | 42     |
| 17                  | Austria                           | 9   | 11      | 22     | 42     |
| 18                  | Germania Est                      | 7   | 24      | 53     | 84     |
| 19                  | Regno Unito                       | 7   | 12      | 3      | 22     |
| 20                  | Lettonia                          | 7   | 2       | 8      | 17     |
| 21                  | Grecia                            | 6   | 10      | 9      | 25     |
| 22                  | Svezia                            | 5   | 11      | 13     | 29     |
| 23                  | Moldavia                          | 5   | 8       | 15     | 28     |
| 24                  | Azerbaigian                       | 5   | 5       | 4      | 14     |
| 25                  | Comunità degli Stati Indipendenti | 5   | 2       | 2      | 9      |
| 26                  | Germania Ovest                    | 4   | 7       | 8      | 19     |
| 27                  | Paesi Bassi                       | 4   | 7       | 5      | 16     |
| 28                  | Danimarca                         | 4   | 6       | 2      | 12     |
| 29                  | Belgio                            | 4   | 3       | 5      | 12     |
| 30                  | Egitto                            | 4   | 0       | 2      | 6      |
| 31                  | Finlandia                         | 3   | 11      | 15     | 29     |
| 32                  | Cecoslovacchia                    | 2   | 14      | 31     | 47     |
| 33                  | Albania                           | 2   | 6       | 9      | 17     |
| 34                  | Lituania                          | 2   | 3       | 4      | 9      |
| 35                  | Croazia                           | 2   | 1       | 1      | 4      |
| –                   | Atleti Individuali Neutrali       | 2   | 0       | 2      | 4      |
| 36                  | Spagna                            | 1   | 6       | 6      | 13     |
| 37                  | Lussemburgo                       | 1   | 1       | 0      | 2      |
| 38                  | Svizzera                          | 1   | 0       | 6      | 7      |
| 39                  | Slovacchia                        | 1   | 0       | 3      | 4      |
| 40                  | Estonia                           | 0   | 2       | 1      | 3      |
| 40                  | Rep. Ceca                         | 0   | 2       | 1      | 3      |
| 42                  | Israele                           | 0   | 1       | 2      | 3      |
| 43                  | Norvegia                          | 0   | 1       | 1      | 2      |
| 44                  | Cipro                             | 0   | 0       | 2      | 2      |
| 45                  | Jugoslavia                        | 0   | 0       | 1      | 1      |
| 45                  | Ungheria                          | 0   | 0       | 1      | 1      |
| Totale (46 nazioni) | Totale (46 nazioni)               | 739 | 738     | 737    | 2214   |

## Plurimedagliati
La tabella mostra coloro che hanno vinto almeno 5 medaglie d'oro nel risultato totale. Il grassetto indica i sollevatori di pesi attivi e il numero di medaglie più alto tra tutti i sollevatori di pesi (compresi quelli non inclusi in queste tabelle) per tipo.
| Pos. | Atleta                             | Nazione          | Limiti peso                   | Periodo   | Oro | Arg | Bro | Tot |
| ---- | ---------------------------------- | ---------------- | ----------------------------- | --------- | --- | --- | --- | --- |
| 1    | Halil Mutlu                        | Turchia          | 52 kg / 54 kg / 56 kg / 62 kg | 1991–2008 | 9   | 2   | 0   | 11  |
| 2    | David Rigert                       | Unione Sovietica | 90 kg / 100 kg                | 1971–1980 | 9   | 0   | 0   | 9   |
| 3    | Nikolaj Pešalov                    | Bulgaria Croazia | 59 kg / 60 kg / 62 kg / 69 kg | 1989–2004 | 8   | 3   | 1   | 12  |
| 4    | Vasilij Alekseev                   | Unione Sovietica | +110 kg                       | 1970–1978 | 8   | 0   | 0   | 8   |
| 5    | Naim Sjulejmanov Naim Süleymanoğlu | Bulgaria Turchia | 56 kg / 60 kg / 62 kg / 64 kg | 1983–2000 | 7   | 2   | 1   | 10  |
| 6    | Viktor Kurencov                    | Unione Sovietica | 75 kg                         | 1964–1974 | 7   | 1   | 1   | 9   |
| 7    | Lasha T'alakhadze                  | Georgia          | +105 kg / +109 kg             | 2016–2023 | 7   | 0   | 0   | 7   |
| 8    | Rafaėl' Čimiškjan                  | Unione Sovietica | 56 kg / 60 kg                 | 1950–1957 | 6   | 1   | 0   | 7   |
| 8    | Vladimir Stogov                    | Unione Sovietica | 56 kg                         | 1955–1962 | 6   | 1   | 0   | 7   |
| 8    | Joto Jotov                         | Bulgaria         | 67,5 kg / 70 kg               | 1989–1997 | 6   | 1   | 0   | 7   |
| 11   | Jurij Vlasov                       | Unione Sovietica | +90 kg                        | 1959–1964 | 6   | 0   | 0   | 6   |
| 12   | Imre Földi                         | Ungheria         | 56 kg / 60 kg                 | 1959–1964 | 5   | 4   | 2   | 11  |
| 13   | Waldemar Baszanowski               | Polonia          | 67,5 kg / 75 kg               | 1961–1971 | 5   | 4   | 0   | 9   |
| 14   | Asen Zlatev                        | Bulgaria         | 75 kg / 82,5 kg               | 1980–1987 | 5   | 3   | 0   | 8   |
| 14   | Jurij Zacharevič                   | Unione Sovietica | 100 kg / 110 kg               | 1981–1990 | 5   | 3   | 0   | 8   |
| 16   | Ivan Ivanov                        | Bulgaria         | 52 kg / 54 kg / 56 kg         | 1989–2000 | 5   | 2   | 2   | 9   |
| 17   | Arkadij Vorob'ëv                   | Unione Sovietica | 82,5 kg / 90 kg               | 1950–1961 | 5   | 2   | 1   | 8   |
| 18   | Janko Rusev                        | Bulgaria         | 60 kg / 67,5 kg / 75 kg       | 1977–1983 | 5   | 2   | 0   | 7   |
| 18   | Jurij Vardanjan                    | Unione Sovietica | 82,5 kg / 90 kg               | 1977–1984 | 5   | 2   | 0   | 7   |
| 20   | Viktors Ščerbatihs                 | Lettonia         | +105 kg / +108 kg             | 1997–2008 | 5   | 1   | 3   | 9   |
| 21   | Sevdalin Marinov                   | Bulgaria         | 52 kg / 56 kg                 | 1985–1990 | 5   | 1   | 0   | 6   |
| 21   | Szymon Kołecki                     | Polonia          | 94 kg / 105 kg                | 1999–2008 | 5   | 1   | 0   | 6   |
| 21   | Angel Rusev                        | Bulgaria         | 55 kg                         | 2019–2025 | 5   | 1   | 0   | 6   |
| 24   | Anatolij Chrapatyj                 | Unione Sovietica | 82,5 kg / 90 kg               | 1984–1990 | 5   | 0   | 2   | 7   |